# Suncus murinus
Suncus murinus (Сункус хатній) — вид родини мідицевих.
Ця тваринка отримала широку популярність завдяки тому, що була виведена Редьярдом Кіплінгом під ім'ям Чучундра як один з персонажів оповідання «Ріккі-Тіккі-Таві».

## Опис
Сункус із сильним запахом мускусу. Має однорідне, коротке, густе хутро від сірого до коричнево-сірого кольору. Хвіст товстий при основі, вкритий довгою, негустою щетиною. Тварина має короткі ноги з п'ятьма кігтистими пальцями, невеликі зовнішні вуха і подовжений писок. Це найбільший вид у своїй родині з вагою від 50 до 100 гр і довжиною близько 15 см від морди до кінчика хвоста.

## Поведінка
Це ненаситний комахоїд з невеликим опором до голодування. Він активний в нічний час, проводячи день в норі або в тайнику людського житла. В цілому цей вид вигідний для людей, тому що його раціон складається в основному з шкідливих комах, таких як таргани  і навіть хатніх мишей. На відміну від пацюків, чисельність Suncus murinus в будинку залишається невеликою. 

## Життєвий цикл
Розмножуються протягом усього року, самиця в середньому дає два приплоди на рік. Період вагітності становить один місяць. Народжується від одного до восьми дитинчат. 

## Поширення
Країни проживання, рідні: Афганістан, Бангладеш, Бутан, Бруней-Даруссалам, Камбоджа, Китай, Індія, Індонезія, Лаос, Малайзія, М'янма, Непал, Пакистан, Сингапур, Шрі-Ланка, Тайвань, Таїланд, В'єтнам.
введені: Бахрейн, Коморські Острови, Джибуті, Єгипет, Еритрея, Гуам, Ірак, Японія, Кенія, Кувейт, Мадагаскар, Маврикій, Оман, Філіппіни, Реюньйон, Руанда, Саудівська Аравія, Судан, Танзанія, Ємен. Цей вид зустрічається в найрізноманітніших місцях проживання, включаючи природні ліси, чагарники і луки, і майже всі вторинні деградовані місця проживання, такі як плантації, пасовища, оброблені поля, передмістя та міські райони. 

## Загрози та охорона
Нема ніяких серйозних загроз цьому виду в цілому. Цей вид присутній в багатьох природоохоронних територіях.